# Jean-Marie Salamito
Jean-Marie Salamito est un historien français, spécialiste de l'histoire du christianisme antique.

## Biographie
Ancien élève de l’École normale supérieure de la rue d'Ulm (L 1979), agrégé de lettres classiques et ancien membre de l’École française de Rome, il a soutenu avec succès une thèse intitulée « Agriculture et commerce dans les représentations collectives et la théologie des chrétiens d'Occident (IIIe – VIe siècles) » en 1992 sous la direction de Charles Pietri. Il a enseigné l'histoire romaine à l'université Marc-Bloch de Strasbourg et la patristique à l'université de Fribourg (Suisse). Il est actuellement professeur d’histoire du christianisme antique à l’université Paris-Sorbonne (Paris IV), où il a succédé à Pierre Maraval. Il dirige l'école doctorale d'histoire antique et médiévale.
Directeur de la collection Bibliothèque augustinienne, il consacre ses recherches à la patristique, ainsi qu'à certains aspects de la vie sociale pendant l'Antiquité tardive, comme la vie carcérale.

## Polémique médiatique
À la suite de la diffusion sur Arte de la série télévisée L'Apocalypse, réalisée par Gérard Mordillat et Jérôme Prieur, également auteurs de l'ouvrage Jésus sans Jésus : la christianisation de l'Empire romain (2008), Jean-Marie Salamito a engagé une polémique avec les deux réalisateurs, les accusant notamment d'avoir déformé et isolé de leur contexte, dans une perspective anti-chrétienne, des propos d'experts et des citations d'auteurs. Cette thèse, défendue également par Maurice Sartre dans son compte rendu des Chevaliers de l'Apocalypse publié dans Le Monde le 26 mars 2009, a suscité une tribune de protestation signée par plusieurs chercheurs, universitaires et spécialistes de la période ayant participé à la série, dont Paul Veyne et Michel Tardieu. Cette tribune, dans laquelle les intéressés assurent que leurs propos n'ont pas été déformés par les réalisateurs, paraît dans Libération le 18 mai 2009.
Par ailleurs Jean-Marie Salamito a publié Monsieur Onfray au pays des mythes, dans lequel il entend réfuter divers propos de Michel Onfray, en particulier ceux que tient celui-ci dans son livre Décadence : vie et mort du judéo-christianisme (2017). Les principales assertions auxquelles il répond sont les suivantes : 1) Jésus n'aurait pas eu d'existence historique ; 2) saint Paul aurait été un impuissant névrosé qui aurait transmis son handicap à l'Église en lui enseignant la haine du corps ; 3) saint Augustin aurait prêché la violence contre les non-convertis ; 4) le christianisme aurait connu son essor essentiellement grâce à une violente coercition politique instituée par l'empereur Constantin et ses successeurs. Il reproche à Onfray son manque de méthode scientifique, ainsi qu'une certaine malhonnêteté dans le choix des sources,.

## Engagement sociétal et politique
Catholique, Jean-Marie Salamito milite depuis 2012 au sein du collectif La Manif pour tous. Il fut notamment associé au mouvement des Veilleurs et est un intervenant régulier du collectif (université d'été, radio, télévision, « Grenelle »). Lors de ses interventions, il assure ne pas vouloir stigmatiser l'homosexualité (il se dit en effet favorable à l'union civile) ; il prend la défense d'une conception traditionnelle de la famille. Contre une « certaine dictature de la modernité », il appelle à « déconstruire la déconstruction »[réf. souhaitée].

## Publications
- Les Virtuoses et la multitude : aspects sociaux de la controverse entre Augustin et les pélagiens, Grenoble, Jérôme Millon, coll. « Nomina », 2005, 350 p.  (ISBN 2-84137-168-9)

- Prix Raymond-de-Boyer-de-Sainte-Suzanne 2006 de l’Académie française
- Les Chevaliers de l'Apocalypse : réponse à MM. Prieur et Mordillat, Paris, Lethielleux & Desclée de Brouwer, 2009, 158 p. (ISBN 978-2-283-61057-2, présentation en ligne)
- Premiers écrits chrétiens, éd. publiée sous la dir. de Bernard Pouderon, Jean-Marie Salamito et Vincent Zarini, Paris, Gallimard, coll. « Bibliothèque de la Pléiade », 2016, LXVI-1 579 p.  (ISBN 978-2-07-013486-1)
- Monsieur Onfray au pays des mythes : réponses sur Jésus et le christianisme, Paris, Salvator, 2017, 166 p.  (ISBN 978-2-7067-1541-9)
- Travailleuses, Travailleurs ! Les Pères de l'Église et l'économie, Salvator, 2023

- Prix Moron 2023 de l’Académie française